# Emmanuel Félémou
Emmanuel Félémou (24 de dezembro de 1960 – 1 de março de 2021) foi um prelado guineense da Igreja Católica.

## Biografia
Nascido em Kolouma, Guiné, Félémou foi ordenado sacerdote em 1989.
Em 2007, foi nomeado bispo de Cancã, onde serviu até sua morte em 2021.
Em 1 de março de 2021, Félémou morreu de COVID-19 em Conacri durante a pandemia de COVID-19 na Guiné.